# Андрій Рубльов (фільм)
«Андрій Рубльо́в» (рос. Андрей Рублёв) — відома історична кінострічка режисера Андрія Тарковського, створена у 1966 році на кіностудії «Мосфільм». Картина удостоєна декількох міжнародних кінопремій, у тому числі — Приза ФІПРЕССІ на Каннському кінофестивалі у 1969 році. На 5 вересня 2021 року фільм займав 231-у позицію у списку 250 кращих фільмів за версією IMDb.

## Передісторія створення
Життя і твори великого іконописця стали поштовхом для роздумів Тарковського про долю творчої особистості в Росії. Створенню фільму передувала довга і копітка праця вивчення документів з архівів далекого початку 15 століття. Тарковському вистачило сміливості в межах утисків тогочасної цензури звернутися до життєпису церковного художника і затвердити на головну роль невідомого провінційного актора — Анатолія Солоніцина.

### Початковий етап
Заявку на створення стрічки режисер подав ще 1961 року. Але зміни в кошторисі і акторському складі затримали початок роботи. Сценарій фільму писали Михалков-Кончаловський та Андрій Тарковський 1963 року.
Довгий час шукали виконавця головної ролі. Спочатку на головну роль затвердили Станіслава Любшина. Режисер розумів, що від актора залежить дуже багато. Тому пішов на хитрість. Він брав фотокінопроби різних акторів і просив сторонніх вказати, хто саме серед них Рубльов. Більшість вказала на Солоніцина. Роль Рубльова гратиме саме він.

### Дещо про сюжет

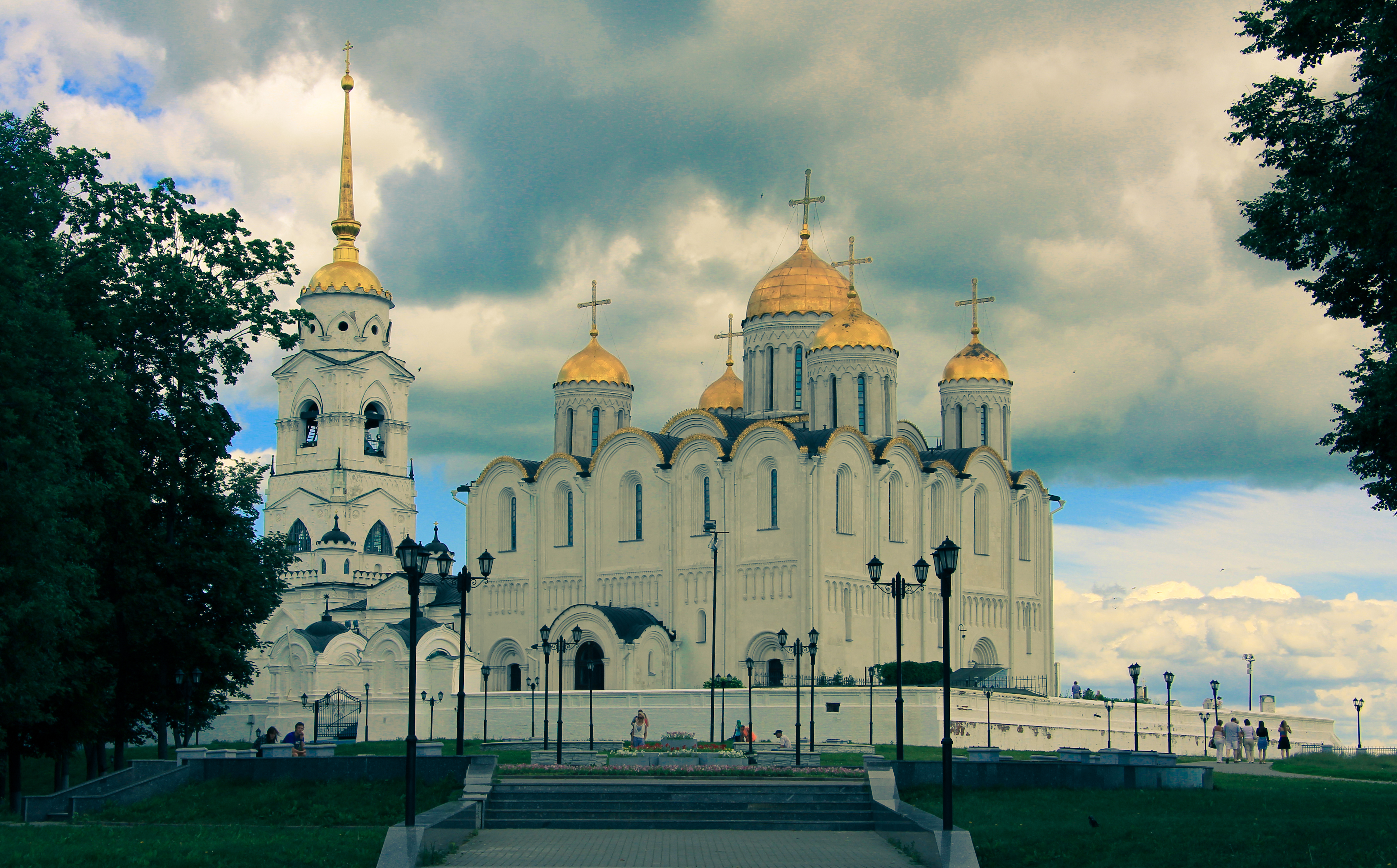
Місто Володимир, Успенський собор — місце створення новели «Страшний суд».

Документальних свідоцтв про життя Рубльова збереглося дуже мало. Тому повного і логічного відтворення біографії монаха-іконописця у фільмі немає. Кінострічка складена з декількох епізодів життя митця з яскравим відтворенням тогочасних подій і можливих зіткнень Рубльова з різними верствами населення. Головний герой дорослішає і мужніє у своєму прагненні прислужити народу і зберегти талановитих нащадків, мало потрібних і владі, і пригніченим невігласам — сучасникам.
- Новели кінострічки (їх вісім):
  - I. Скоморох. 1400 р.
  - II. Феофан Грек. 1405 р.
  - III. Пристрасті за Андрієм. 1407 р.
  - IV. Свято. 1408 р.
  - V. Страшний Суд. 1408 р.
  - VI. Набіг. 1408 р.
  - VII. Мовчання. 1412 р.
  - VIII. Дзвін. 1423 р.

Кінострічка зроблена в чорно-білому варіанті і лише кінечні кадри — кольорові. В збільшеному ракурсі подано кольорові фрагменти російських ікон.

## Головні ролі і актори
- Андрій Рубльов — Анатолій Солоніцин
- Даниїл Чорний — Микола Гринько
- Феофан Грек — Микола Сергеєв
- Чернець Кирило — Іван Лапиков
- Божевільна — Ірма Рауш
- Скоморох — Ролан Биков
- Великий князь — Назаров Юрій
- Татарський хан Едигей — Болот Бейшеналієв
- Чернець Патрікей — Юрій Нікулін
- Бориска Моторін — Микола Бурляєв
- Марія Магдалина — Ірина Мірошниченко
- Ігумен монастиря — Микола Кутузов
- Сотник Степан — Микола Граббе
- Голова ливарників дзвонів — Степан Крилов

## Знімальна група
- Режисер-постановник: Андрій Тарковський
- Сценаристи: Андрій Михалков-Кончаловський, Андрій Тарковський
- Оператор-постановник: Вадим Юсов
- Художники-постановники: Євген Черняєв, Іполит Новодережкин, Сергій Воронков
- Композитор: В'ячеслав Овчинников
- Звукорежисер: Інна Зеленцова
- Монтаж: Людмила Фейгінова, Тетяна Єгоричева, Ольга Шевкуненко
- Художник по костюмах: Лідія Нові

## Конфлікт світської і церковної культур
Кінострічка зачепила декілька болісних проблем, одна з яких конфлікт світської і церковної культур в історії. Відомо, що в середньовіччі церква (в фільмі — православна) монополізувала культуру. І з відступниками чи прихильниками інших ідей здатна воювати до повного викорінення. Церковну культуру уособлює купка ченців-іконописців та Феофан Грек. Світську культуру уособлюють скоморох — блазень та мешканці селища, що святкують язичницьке свято. Розкол пройшов навіть через купку ченців. Кирило потайки робить донос владі і провокує покарання скомороха. Рубльов, у душі якого ще не вбито палке бажання пізнання, побіжить до святкуючих, аби пізнати явище, неприпустиме в суворому монастирі. В кінострічці лише показано придушення свята владою і повернення «блудного сина» Андрія в лоно офіційної церкви, одним зі стовпів якої він стане пізніше.
Сцени зі скоморохом, тим не менше, стануть найважливішими в розвитку здебільшого трагічного фільму Тарковського.
Вороже протистояння церковної і світської культури не знайшло мирного вирішення в фільмі, як не знайшло воно його і в історії. Світська культура Середньовіччя була витіснена на узбіччя і залишила по собі жалюгідні залишки.

## Сприйняття фільму
Офіційні установи сприйняли фільм несхвально, закидаючи кінорежисеру звинувачення в наклепі на російську історію, яка, нібито, ніяк не могла бути жорстокою і настояною на зрадах і злочинах. Авторів фільму звинуватили у пропаганді жорстокості і насилля. Кінострічку урізали і перемонтували.
Історичні документи, покладені Тарковським у відтворення подій стрічки, ігнорувалися (пограбування міста Володимира ординцями 1411 року, катування економа Патрікея — історичної особи з літописів, міжусобні війни з практикою засліплення, співпраця російських князів з ординцями тощо). Режисер лише дозволив собі перенестися подіями трохи раніше в часі, чи зробити Патрікея служкою Успенського собору (історичний Патрікей служив в Богородичній церкві), тощо. Художня правда Тарковського ґрунтувалась на реальних подіях.
Фільм Тарковського рятували занадто віддалені події, непрестижний для влади іконописець і незнання власної історії в СРСР широкими верствами влади і населення, позбавленого історичного знання.

## Відсутність ренесансу в російській історії
Погано сприймали кінострічку і колеги-кіномитці. «Це не Русь! На Русі в 14-му столітті був Ренесанс, розквіт. А ви що показуєте?» — гнівно запитували у Андрія. Це було ще одним підтвердженням відсутності історичного знаня навіть у тодішньої інтелігенції. Поверхнева нахватаність знань грала злі жарти з її носіями.
В історії багатьох країн відсутній етап доби Відродження — від Монголії і Японії до Росії.
Оминула Русь-Московія і етап засвоєння і вивчення і гуманізму західноєвропейського зразка. Тип освіти в Московії в 14-16 століттях не збігався з типами освіти тогочасної Західної Європи. Неспроможність робити значні математичні розрахунки, відсутність будівельних навичок роботи з каменем і цеглою спонукали московитів запрошувати на роботи інженерів і архітекторів Північної Італії. Сучасна фортеця Кремль у Москві вибудована італійцями (П'єтро Антоніо Соларі, Алевіз да Каркано, так званий Алевіз Новий) наприкінці 15-на початку 16 століття, у роки життя Браманте, Джорджоне, Рафаеля Санті. Навіть головний Успенський собор Кремля вибудував відомий архітектор і інженер Арістотель Фіораванті з Італії. Історично в Московії не було створено умов для виникнення фахівців ренесансного масштабу, як не було і умов для їх виховання.
Жити і малювати ікони в добу Відродження — не означає механічного включення в добу, автоматичний вхід в її проблематику чи внесок в її культурне надбання. Так і Рубльов не був ні митцем Ренесансу, ні генієм Відродження. Він — уособлення середньовічного іконописця і розквіту саме середньовічного іконопису Московії, на що вказували російські (тогочасні радянські) науковці. Але їх не чули.
Так фільм Тарковського почав висвітлювати болючі проблеми радянського сьогодення, його обмеженість і поверхневість, що значно виходило за межі подій фільму. Надалі всі картини Тарковського ставали помітними подіями культурного життя СРСР, роблячи вплив на духовний розвиток суспільства.
Картина «Пристрасті за Андрієм» з Анатолієм Солоніциним в головній ролі, вийшла в прокат в 1971 році з скороченнями під назвою «Андрій Рубльов».